# Simon B. Conover

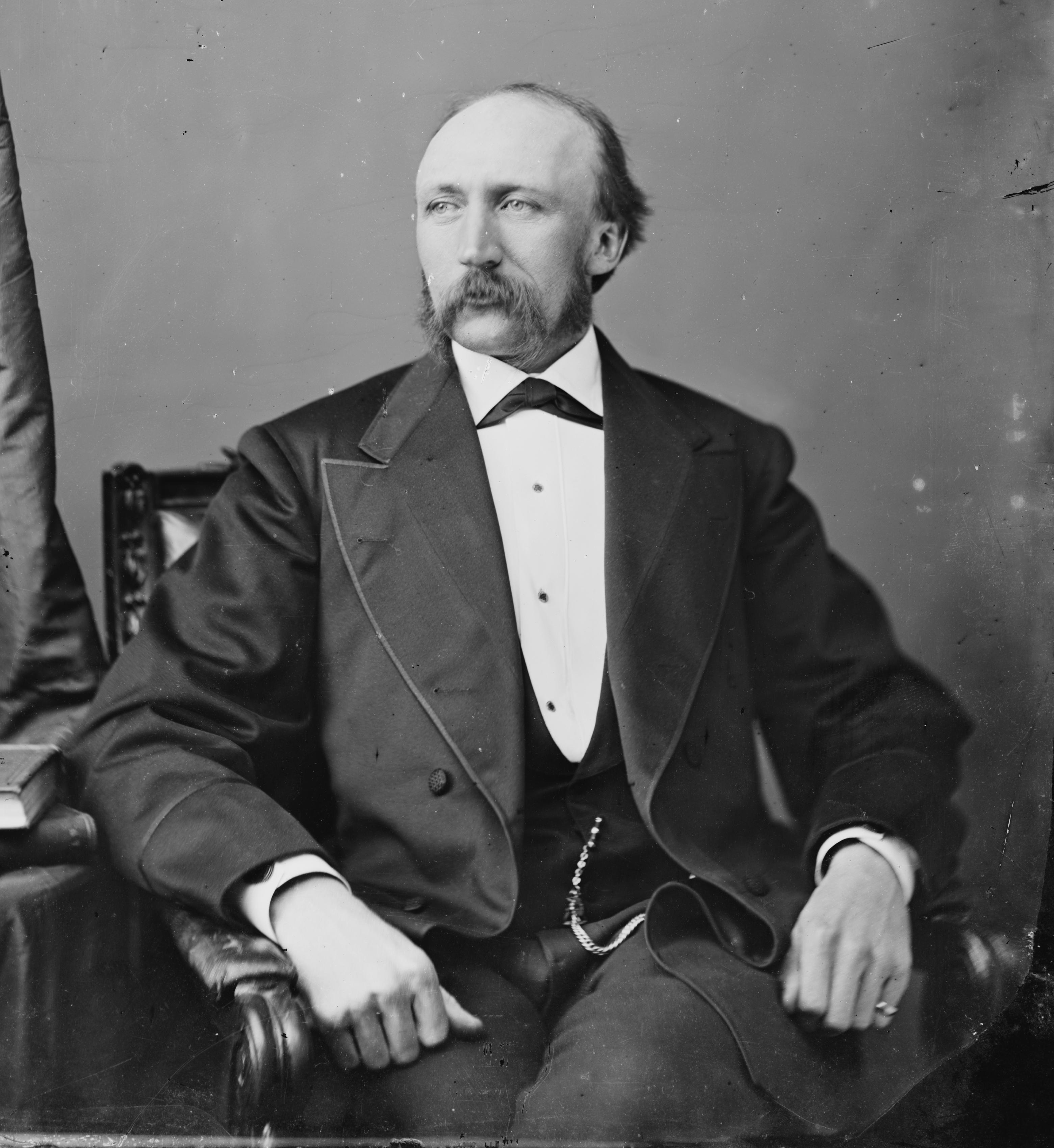
Simon B. Conover

Simon Barclay Conover (* 23. September 1840 im Middlesex County, New Jersey; † 19. April 1908) war ein US-amerikanischer Politiker (Republikanische Partei), der den Bundesstaat Florida im US-Senat vertrat.
Nach dem Besuch einer Privatschule in Trenton studierte Simon Conover Medizin an der University of Pennsylvania und machte 1864 seinen Abschluss an der medizinischen Fakultät der University of Nashville. Während des Bürgerkriegs diente er im medizinischen Stab der Unionsarmee. Auch nach dem Krieg war er weiterhin als Chirurg für die Armee tätig und wurde nach Lake City  versetzt. Nach der Wiederaufnahme Floridas in die Union nahm er seinen Abschied vom Militär.
1868 nahm Conover als Delegierter am Verfassungskonvent von Florida teil; im selben Jahr wurde er zum Finanzminister (Treasurer) des Staates berufen. Ferner wurde er Mitglied des Republican National Committee, in dem er bis 1872 verblieb. 1873 zog er dann ins Repräsentantenhaus von Florida ein, wo er als Speaker fungierte.
Seine Amtszeit im Staatsparlament war aber nur von kurzer Dauer, denn am 4. März 1873 trat Conover den Posten eines US-Senators in Washington an. Während der folgenden sechs Jahre war er unter anderem Vorsitzender des Committee on Enrolled Bills. Nach seinem Abschied aus dem Kongress im März 1879 arbeitete er wieder als Arzt, blieb aber auch politisch tätig. So kandidierte er 1880 erfolglos als Gouverneur von Florida; 1885 war er wieder Delegierter zum Verfassungskonvent.
Im Jahr 1889 trat Conover als United States Surgeon mit Dienstsitz in Port Townsend wieder in Staatsdienste. Zudem stand er ab 1891 dem Leitungsgremium des Agricultural College des Staates Washington vor.